# Gào thét (giáo phái)
Gào thét, hay nói đúng hơn là giáo phái Gào thét (呼喊 派), là một nhãn hiệu Cộng hòa Nhân dân Trung Hoa (PRC) gắn cho một nhóm tôn giáo vô định hình ở Trung Quốc, bị chính phủ Trung Quốc đầu tiên coi là là lực lượng phản cách mạng và sau đó coi là một giáo phái tội phạm sau sự cố tại các quận Đông Dương và Nghĩa Ô thuộc tỉnh Chiết Giang vào tháng 2 năm 1982. "Giáo phái Gào thét" trở thành đối tượng của làn sóng bắt giữ năm 1983 và một lần nữa vào năm 1995. Một số ấn phẩm năm 1983 có liên quan đến Phong trào Yêu nước Ba Tự (TSPM) đã buộc tội giáo viên Cơ đốc Trung Quốc quá cố Nhân chứng Lee (Li Changshou) là người lãnh đạo "giáo phái Gào thét" và xúi giục các vụ nổi loạn. Tuy nhiên, trên thực tế, tên gọi "giáo phái Gào thét" đã được áp dụng rộng rãi hơn cho nhiều nhóm cầu nguyện công khai và rõ ràng và/hoặc không đăng ký hoặc hợp tác với phong trào TSPM. Có nhiều lý do để nghi ngờ tính chính xác của các báo cáo dẫn đến sự lên án của "giáo phái Gào thét" và sự liên kết của chúng với Witness Lee hoặc các nhà thờ địa phương, và các nhà thờ địa phương mà tự tránh xa các tín đồ Gào thét.